# Loch Laidon
Loch Laidon är en sjö i Storbritannien.   Den ligger i riksdelen Skottland, i den nordvästra delen av landet, 600 km nordväst om huvudstaden London. Loch Laidon ligger 283 meter över havet. Trakten runt Loch Laidon består i huvudsak av gräsmarker.